# Terres de Druance
 Terres de Druance è un comune francese di nuova costituzione in Normandia, dipartimento del Calvados, arrondissement di Vire. Il 1º gennaio 2017 è stato creato accorpando i comuni di Lassy, Saint-Jean-le-Blanc e Saint-Vigor-des-Mézerets.